# Anna Grundtvig
Anna Blyme Grundtvig (født 27. september 1995) er en dansk håndboldspiller, der spiller for Odense Håndbold og det danske landshold.
Hun startede karrieren i FIF, hvorefter hun rykkede til Roskilde Håndbold. I 2017 skrev hun kontrakt med Ajax København. For Ajax København var hun klubbens topscorer i flere sæsoner. I 2024 skrev hun kontrakt med Odense Håndbold. Inden Odense Håndbold kontaktede hende, overvejede hun at indstille karrieren.
I en alder af 29 debuterede hun for det danske landshold i en Golden League kamp sejr over Norge den 6. marts 2025. Hun spillede en god kamp og scorede 6 mål.

## Externe links
- Profil - Odense Håndbold
- DhDb profil
- EHF Profil